# LaGira
#LaGira (o El Disco World Tour) es una serie de conciertos por el cantante español Alejandro Sanz para promocionar su álbum El Disco.

## Lista de canciones
1. Hoy que no estás[5]
2. Azúcar en un bowl
3. Aquello que me diste
4. No tengo nada
5. Medley: He sido tan feliz contigo/Alma al aire/Regálame la silla donde te esperé/Hoy llueve hoy duele
6. Back in the city
7. Capitán tapón
8. Deja que te bese
9. Los lugares
10. Mi marciana
11. Looking for paradise
12. La peleíta
13. El tren de los momentos
14. Lo que fui es lo que soy
15. Te traigo un son
16. Medley: Un pacto sin firmar/Donde convergemos/A la primera persona
17. El trato
18. Mi persona favorita
19. Quisiera ser
20. Yo te traigo
21. Medley: Y si fuera ella/Amiga mía/Mi soledad y yo
22. Pasodoble (de Juan Carlos Aragón)
23. Lo ves
24. Sevilla
25. Corazón partío

NOTAS:
- En Barcelona cambia la canción "Sevilla" por "La Tortura" con Shakira

## Fechas
| Fecha                                    | Ciudad                | País                  | Recinto                                    | Telonero(s)              |
| Primera etapa: Europa                    | Primera etapa: Europa | Primera etapa: Europa | Primera etapa: Europa                      | Primera etapa: Europa    |
| ---------------------------------------- | --------------------- | --------------------- | ------------------------------------------ | ------------------------ |
| 1 de junio de 2019                       | Sevilla               | España                | Estadio Benito Villamarín                  | —                        |
| 8 de junio de 2019                       | Barcelona             | España                | RCDE Stadium                               | —                        |
| 15 de junio de 2019                      | Madrid                | España                | Wanda Metropolitano                        | —                        |
| 21 de junio de 2019                      | Elche                 | España                | Estadio Martínez Valero                    | —                        |
| 6 de julio de 2019                       | Santiago              | España                | Monte do Gozo                              | —                        |
| Segunda etapa: América del Norte         |                       |                       |                                            |                          |
| 28 de agosto de 2019                     | Chicago               | Estados Unidos        | Rosemont Theatre                           | —                        |
| 31 de agosto de 2019                     | Nueva York            | Estados Unidos        | Hulu Theater at MSG                        | —                        |
| 3 de septiembre de 2019                  | Fairfax               | Estados Unidos        | EagleBank Arena                            | —                        |
| 5 de septiembre de 2019                  | Orlando               | Estados Unidos        | Dr. Phillips Center                        | —                        |
| 7 de septiembre de 2019                  | Miami                 | Estados Unidos        | American Airlines Arena                    | —                        |
| 8 de septiembre de 2019                  | Miami                 | Estados Unidos        | American Airlines Arena                    | —                        |
| 12 de septiembre de 2019                 | Dallas                | Estados Unidos        | The Pavilion at Toyota Music Factory       | —                        |
| 14 de septiembre de 2019                 | El Paso               | Estados Unidos        | Don Haskins Center                         | —                        |
| 18 de septiembre de 2019                 | San Antonio           | Estados Unidos        | Illusions Theater at The Alamodome         | —                        |
| 20 de septiembre de 2019                 | McAllen               | Estados Unidos        | State Farm Hidalgo Arena                   | —                        |
| 22 de septiembre de 2019                 | Houston               | Estados Unidos        | Smart Financial Centre                     | —                        |
| 24 de septiembre de 2019                 | Denver                | Estados Unidos        | Bellco Theatre                             | —                        |
| 27 de septiembre de 2019                 | San Diego             | Estados Unidos        | Cal Coast Open Air Theatre                 | —                        |
| 29 de septiembre de 2019                 | Los Ángeles           | Estados Unidos        | Microsoft Theater                          | —                        |
| 3 de octubre de 2019                     | Phoenix               | Estados Unidos        | Comerica Theatre                           | —                        |
| 5 de octubre de 2019                     | San José              | Estados Unidos        | SAP Center                                 | —                        |
| 9 de octubre de 2019                     | Querétaro             | México                | Club Hípico Juriquilla                     | —                        |
| 11 de octubre de 2019                    | Monterrey             | México                | Arena Monterrey                            | —                        |
| 13 de octubre de 2019                    | Torreón               | México                | Coliseo Centenario                         | —                        |
| 18 de octubre de 2019                    | Puebla                | México                | Acrópolis                                  | —                        |
| 20 de octubre de 2019                    | Oaxaca                | México                | Auditorio Guelaguetza                      | —                        |
| 24 de octubre de 2019                    | Mérida                | México                | Foro GNP Seguros                           | —                        |
| 26 de octubre de 2019                    | Cancún                | México                | Parque Xcaret                              | —                        |
| 31 de octubre de 2019                    | Veracruz              | México                | World Trade Center                         | —                        |
| 2 de noviembre de 2019                   | Acapulco              | México                | Fórum Mundo Imperial                       | —                        |
| 5 de noviembre de 2019                   | León                  | México                | Velaria de la Feria                        | —                        |
| 7 de noviembre de 2019                   | Ciudad de México      | México                | Foro Sol                                   | —                        |
| 9 de noviembre de 2019                   | Guadalajara           | México                | Estadio Tres de Marzo                      | —                        |
| Tercera etapa: América Central y del Sur |                       |                       |                                            |                          |
| 14 de diciembre de 2019                  | Punta Cana            | República Dominicana  | Hard Rock Hotel & Casino                   | —                        |
| 13 de febrero de 2020                    | Lima                  | Perú                  | Jockey Club del Perú                       | —                        |
| 16 de febrero de 2020                    | Asunción              | Paraguay              | SND Arena                                  | —                        |
| 19 de febrero de 2020                    | Montevideo            | Uruguay               | Antel Arena                                | —                        |
| 22 de febrero de 2020                    | Buenos Aires          | Argentina             | Hipódromo de Palermo                       | —                        |
| 25 de febrero de 2020                    | Santiago              | Chile                 | Movistar Arena                             | —                        |
| 27 de febrero de 2020                    | Santiago              | Chile                 | Movistar Arena                             | —                        |
| 29 de febrero de 2020                    | Mostazal              | Chile                 | Gran Arena Monticello                      | —                        |
| 5 de marzo de 2020                       | Quito                 | Ecuador               | Coliseo General Rumiñahui                  | —                        |
| 7 de marzo de 2020                       | Cuenca                | Ecuador               | Estadio Alejandro Serrano Aguilar          | —                        |
| Cuarta etapa: América del Norte          |                       |                       |                                            |                          |
| 8 de octubre de 2021                     | Rosemont              | Estados Unidos        | Rosemont Theatre                           | —                        |
| 10 de octubre de 2021                    | Nueva York            | Estados Unidos        | Radio City Music Hall                      | —                        |
| 11 de octubre de 2021                    | Washington D. C.      | Estados Unidos        | MGM National Harbor                        | —                        |
| 14 de octubre de 2021                    | Orlando               | Estados Unidos        | Dr. Phillips Center                        | —                        |
| 16 de octubre de 2021                    | Miami                 | Estados Unidos        | American Airlines Arena                    | —                        |
| 20 de octubre de 2021                    | Irving                | Estados Unidos        | The Pavilion At Toyota Music Factory       | —                        |
| 22 de octubre de 2021                    | Hidalgo               | Estados Unidos        | Payne Arena                                | —                        |
| 24 de octubre de 2021                    | Houston               | Estados Unidos        | Smart Financial Centre                     | —                        |
| 26 de octubre de 2021                    | El Paso               | Estados Unidos        | UTEP Don Haskins Center                    | —                        |
| 28 de octubre de 2021                    | San Diego             | Estados Unidos        | Cal Coast Open Air Theatre                 | —                        |
| 29 de octubre de 2021                    | Inglewood             | Estados Unidos        | YouTube Theater                            | —                        |
| 31 de octubre de 2021                    | San José              | Estados Unidos        | SAP Center                                 | —                        |
| Quinta etapa: América Central y del Sur  |                       |                       |                                            |                          |
| 19 de abril de 2022                      | Ciudad de Panamá      | Panamá                | Centro de Convenciones Figali              | —                        |
| 21 de abril de 2022                      | Bogotá                | Colombia              | Movistar Arena                             | —                        |
| 23 de abril de 2022                      | Cali                  | Colombia              | Estadio Pascual Guerrero                   | —                        |
| 29 de abril de 2022                      | Barranquilla          | Colombia              | Centro de Eventos Puerta de Oro            | —                        |
| 1 de mayo de 2022                        | San José              | Costa Rica            | Parque Viva                                | José Cañas Fofo Madrigal |
| 5 de mayo de 2022                        | San Juan              | Puerto Rico           | Coliseo de Puerto Rico José Miguel Agrelot | —                        |
| 7 de mayo de 2022                        | Santo Domingo         | República Dominicana  | Estadio Quisqueya                          | —                        |
| 12 de mayo de 2022                       | Ciudad de Guatemala   | Guatemala             | Explanada Cardales de Calaya               | —                        |
| 14 de mayo de 2022                       | San Salvador          | El Salvador           | Complejo exterior del Estadio Cuscatlán    | —                        |
| Sexta etapa: Europa                      |                       |                       |                                            |                          |
| 10 de junio de 2022                      | Valencia              | España                | Ciudad de las Artes y las Ciencias         | —                        |
| 11 de junio de 2022                      | Valencia              | España                | Ciudad de las Artes y las Ciencias         | —                        |
| 18 de junio de 2022                      | Valladolid            | España                | Estadio José Zorrilla                      | —                        |
| 23 de junio de 2022                      | La Coruña             | España                | Coliseum da Coruña                         | —                        |
| 25 de junio de 2022                      | Zaragoza              | España                | Estadio de La Romareda                     | —                        |
| 1 de julio de 2022                       | Fuengirola            | España                | Marenostrum Escenario Unicaja Banco        | —                        |
| 2 de julio de 2022                       | Fuengirola            | España                | Marenostrum Escenario Unicaja Banco        | —                        |
| 8 de julio de 2022                       | Cádiz                 | España                | Estadio Ramón de Carranza                  | —                        |
| 9 de julio de 2022                       | Cádiz                 | España                | Estadio Ramón de Carranza                  | —                        |
| 14 de julio de 2022                      | Benidorm              | España                | Estadio Municipal Guillermo Amor           | —                        |
| 16 de julio de 2022                      | Bilbao                | España                | Kobetamendi                                | —                        |
| 22 de julio de 2022                      | Murcia                | España                | Plaza de Toros de La Condomina             | —                        |
| 23 de julio de 2022                      | Murcia                | España                | Plaza de Toros de La Condomina             | —                        |
| 28 de julio de 2022                      | Adeje                 | España                | Campo de Golf de Costa Adeje               | —                        |
| 30 de julio de 2022                      | La Palma              | España                | Recinto Central de las Fiestas Lustrales   | —                        |

## Banda
- Michael Ciro, director musical y guitarra[9]
- Alfonso Pérez, director musical, piano, guitarra y coros[9]
- Helen De La Rosa, batería[9]
- Brigitte Sosa, bajo y teclado[9]
- Pau Figueres, guitarra y coros[9]
- Glenda del E, piano, teclados y coros[9]
- Chris Hierro, órgano, teclados y coros[9]
- Crystal Torres, trompeta y coros[9]
- Carlos Martín, trombón, trompeta y percusión[9]
- Vic Mirallas, saxofón, piano, guitarra y coros[9]
- Txell Sust, coros[9]
- Karina Pasian, coros[9]

## Artistas invitados
- Shakira
- Luis Fonsi
- Camila Cabello
- Pablo Alborán
- Paty Cantú
- Greeicy
- Antonio Orozco
- Pablo López
- Dani Martín
- Ana Guerra
- Miriam Rodríguez
- Rosario Flores
- Antonio Carmona
- Pastora Soler
- India Martínez
- Vanesa Martín
- Arturo Pareja Obregón
- Judit Neddermann
- Sara Baras
- Ximena Sariñana
- Mon Laferte